# Municipio de Oliver Springs
El municipio de Oliver Springs (en inglés: Oliver Springs Township) es un municipio ubicado en el condado de Crawford en el estado estadounidense de Arkansas. En el año 2010 tenía una población de 1730 habitantes y una densidad poblacional de 32,04 personas por km².

## Geografía
El municipio de Oliver Springs se encuentra ubicado en las coordenadas 35°31′54″N 94°18′17″O / 35.53167, -94.30472. Según la Oficina del Censo de los Estados Unidos, el municipio tiene una superficie total de 53.99 km², de la cual 53.99 km² corresponden a tierra firme y (0.01%) 0.01 km² es agua.

## Demografía
Según el censo de 2010, había 1730 personas residiendo en el municipio de Oliver Springs. La densidad de población era de 32,04 hab./km². De los 1730 habitantes, el municipio de Oliver Springs estaba compuesto por el 94.16% blancos, el 0.12% eran afroamericanos, el 3.12% eran amerindios, el 0.06% eran asiáticos, el 0.06% eran isleños del Pacífico, el 0.12% eran de otras razas y el 2.37% pertenecían a dos o más razas. Del total de la población el 1.27% eran hispanos o latinos de cualquier raza.